# 山口県小学校一覧
山口県小学校一覧（やまぐちけんしょうがっこういちらん）は、山口県の小学校および義務教育学校（前期課程）の一覧。

## 国立小学校
- 山口大学教育学部附属山口小学校
- 山口大学教育学部附属光義務教育学校

## 公立小学校

### 下関市
- 下関市立養治小学校
- 下関市立文関小学校
- 下関市立名陵小学校
- 下関市立関西小学校
- 下関市立桜山小学校
- 下関市立向山小学校
- 下関市立生野小学校
- 下関市立山の田小学校
- 下関市立本村小学校
- 下関市立西山小学校
- 下関市立江浦小学校
- 下関市立角倉小学校
- 下関市立向井小学校
- 下関市立小月小学校
- 下関市立清末小学校
- 下関市立王司小学校
- 下関市立豊浦小学校
- 下関市立長府小学校
- 下関市立勝山小学校
- 下関市立一の宮小学校
- 下関市立川中小学校
- 下関市立熊野小学校
- 下関市立川中西小学校
- 下関市立垢田小学校
- 下関市立安岡小学校
- 下関市立吉見小学校
- 下関市立吉母小学校
- 下関市立蓋井小学校
- 下関市立吉田小学校
- 下関市立王喜小学校
- 下関市立内日小学校
- 下関市立豊東小学校
- 下関市立岡枝小学校
- 下関市立楢崎小学校
- 下関市立西市小学校
- 下関市立豊田下小学校
- 下関市立室津小学校
- 下関市立誠意小学校
- 下関市立川棚小学校
- 下関市立小串小学校
- 下関市立宇賀小学校

### 宇部市
- 宇部市立東岐波小学校
- 宇部市立西岐波小学校
- 宇部市立恩田小学校
- 宇部市立上宇部小学校
- 宇部市立岬小学校
- 宇部市立見初小学校
- 宇部市立琴芝小学校
- 宇部市立神原小学校
- 宇部市立新川小学校
- 宇部市立鵜ノ島小学校
- 宇部市立藤山小学校
- 宇部市立厚南小学校
- 宇部市立原小学校
- 宇部市立厚東小学校
- 宇部市立二俣瀬小学校
- 宇部市立小野小学校
- 宇部市立常盤小学校
- 宇部市立小羽山小学校
- 宇部市立西宇部小学校
- 宇部市立川上小学校
- 宇部市立黒石小学校
- 宇部市立吉部小学校
- 宇部市立万倉小学校
- 宇部市立船木小学校

### 山口市
- 山口市立仁保小学校
- 山口市立小鯖小学校
- 山口市立大内小学校
  - 山口市立大内小学校氷上分室
- 山口市立大内南小学校
- 山口市立宮野小学校
- 山口市立大殿小学校
- 山口市立白石小学校
- 山口市立湯田小学校
- 山口市立良城小学校
- 山口市立平川小学校
- 山口市立大歳小学校
- 山口市立陶小学校
- 山口市立鋳銭司小学校
- 山口市立名田島小学校
- 山口市立二島小学校
- 山口市立嘉川小学校
- 山口市立興進小学校
- 山口市立佐山小学校
- 山口市立上郷小学校
- 小郡小学校
- 山口市立小郡南小学校
- 山口市立秋穂小学校
- 山口市立大海小学校
- 山口市立阿知須小学校
- 山口市立井関小学校
- 山口市立中央小学校
- 山口市立島地小学校
- 山口市立八坂小学校
- 山口市立柚野木小学校
- 山口市立生雲小学校
- 山口市立さくら小学校
- 山口市立徳佐小学校

### 萩市
- 萩市立明倫小学校
- 萩市立椿東小学校
- 萩市立越ヶ浜小学校
- 萩市立椿西小学校
- 萩市立白水小学校
- 萩市立木間小学校
- 萩市立三見小学校
- 萩市立大井小学校
- 萩市立大島小学校
- 萩市立相島小学校
- 萩市立見島小学校
- 萩市立川上小学校
- 萩市立小川小学校
- 萩市立多磨小学校
- 萩市立むつみ小学校
- 萩市立育英小学校
- 萩市立明木小学校
- 萩市立佐々並小学校
- 萩市立福栄小学校

### 防府市
- 防府市立富海小学校
- 防府市立牟礼小学校
- 防府市立勝間小学校
- 防府市立松崎小学校
- 防府市立華浦小学校
- 防府市立新田小学校
- 防府市立野島小学校
- 防府市立向島小学校
- 防府市立中関小学校
- 防府市立西浦小学校
- 防府市立華城小学校
- 防府市立佐波小学校
- 防府市立小野小学校
- 防府市立右田小学校
- 防府市立玉祖小学校
- 防府市立大道小学校
- 防府市立牟礼南小学校

### 下松市
- 下松市立下松小学校
- 下松市立久保小学校
- 下松市立東陽小学校
- 下松市立公集小学校
- 下松市立花岡小学校
- 下松市立豊井小学校
- 下松市立中村小学校

### 岩国市
- 岩国市立小瀬小学校
- 岩国市立御庄小学校
- 岩国市立藤河小学校
- 岩国市立杭名小学校
- 岩国市立河内小学校
- 岩国市立柱野小学校
- 岩国市立通津小学校
- 岩国市立岩国小学校
- 岩国市立麻里布小学校
- 岩国市立装港小学校
- 岩国市立川下小学校
- 岩国市立愛宕小学校
- 岩国市立灘小学校
- 岩国市立中洋小学校
- 岩国市立平田小学校
- 岩国市立東小学校
- 岩国市立由宇小学校
- 岩国市立由西小学校
- 岩国市立神東小学校
- 岩国市立玖珂小学校
- 岩国市立本郷小学校
- 岩国市立そお小学校
- 岩国市立高森小学校
- 岩国市立川上小学校
- 岩国市立米川小学校
- 岩国市立修成小学校
- 岩国市立周北小学校
- 岩国市立宇佐川小学校
- 岩国市立錦清流小学校
- 岩国市立美川小学校
- 岩国市立美和東小学校
- 岩国市立美和西小学校

### 光市
- 光市立室積小学校
- 光市立浅江小学校
- 光市立島田小学校
- 光市立上島田小学校
- 光市立周防小学校
- 光市立光井小学校
- 光市立三井小学校
- 光市立岩田小学校
- 光市立三輪小学校
- 光市立束荷小学校
- 光市立塩田小学校

### 長門市
- 長門市立通小学校
- 長門市立仙崎小学校
- 長門市立深川小学校
- 長門市立向陽小学校
- 長門市立俵山小学校
- 長門市立明倫小学校
- 長門市立浅田小学校
- 長門市立日置小学校
- 長門市立神田小学校
- 長門市立油谷小学校
- 長門市立向津具小学校

### 柳井市
- 柳井市立柳井小学校
- 柳井市立柳東小学校
- 柳井市立柳北小学校
- 柳井市立新庄小学校
- 柳井市立余田小学校
- 柳井市立伊陸小学校
- 柳井市立柳井南小学校
- 柳井市立小田小学校
- 柳井市立日積小学校
- 柳井市立大畠小学校

### 美祢市
- 美祢市立伊佐小学校
- 美祢市立厚保小学校
- 美祢市立大嶺小学校
- 美祢市立城原小学校
- 美祢市立重安小学校
- 美祢市立麦川小学校
- 美祢市立於福小学校
- 美祢市立豊田前小学校
- 美祢市立秋吉小学校
- 美祢市立秋芳桂花小学校
- 美祢市立赤郷小学校
- 美祢市立大田小学校
- 美祢市立綾木小学校
- 美祢市立淳美小学校

### 周南市
- 周南市立徳山小学校
- 周南市立遠石小学校
- 周南市立今宿小学校
- 周南市立久米小学校
- 周南市立菊川小学校
- 周南市立櫛浜小学校
- 周南市立鼓南小学校
- 周南市立夜市小学校
- 周南市立戸田小学校
- 周南市立湯野小学校
- 周南市立岐山小学校
- 周南市立須磨小学校
- 周南市立沼城小学校
- 周南市立周陽小学校
- 周南市立秋月小学校
- 周南市立桜木小学校
- 周南市立富田東小学校
- 周南市立富田西小学校
- 周南市立福川小学校
- 周南市立和田小学校
- 周南市立福川南小学校
- 周南市立三丘小学校
- 周南市立高水小学校
- 周南市立勝間小学校
- 周南市立大河内小学校
- 周南市立八代小学校
- 周南市立鹿野小学校

### 山陽小野田市
- 山陽小野田市立有帆小学校
- 山陽小野田市立高千帆小学校
- 山陽小野田市立高泊小学校
- 山陽小野田市立小野田小学校
- 山陽小野田市立須恵小学校
- 山陽小野田市立赤崎小学校
  - 山陽小野田市立赤崎小学校松原分校
- 山陽小野田市立本山小学校
- 山陽小野田市立厚狭小学校
- 山陽小野田市立厚陽小学校
- 山陽小野田市立出合小学校
- 山陽小野田市立埴生小学校
- 山陽小野田市立津布田小学校

### 大島郡
- 周防大島町立久賀小学校
- 周防大島町立安下庄小学校
- 周防大島町立浮島小学校
- 周防大島町立島中小学校
- 周防大島町立沖浦小学校
- 周防大島町立三蒲小学校
- 周防大島町立明新小学校
- 周防大島町立城山小学校
- 周防大島町立森野小学校
- 周防大島町立油田小学校

### 玖珂郡
- 和木町立和木小学校

### 熊毛郡
- 上関町立上関小学校
- 上関町立祝島小学校
- 平生町立平生小学校
- 平生町立佐賀小学校
- 田布施町立麻郷小学校
- 田布施町立田布施西小学校
- 田布施町立東田布施小学校
- 田布施町立城南小学校

### 阿武郡
- 阿武町立阿武小学校
- 阿武町立福賀小学校